# یواس‌اس اینترپید (۱۹۰۴)
یواس‌اس اینترپید (۱۹۰۴) (به انگلیسی: USS Intrepid (1904)) یک کشتی بود که طول آن ۱۷۶ فوت ۵ اینچ (۵۳٫۷۷ متر) بود. این کشتی در سال ۱۹۰۴ ساخته شد.